# Diosmina
Diosmina – organiczny związek chemiczny z grupy glikozydowanych flawonoidów, którego część cukrową stanowi disacharyd 6-O-α-L-ramnozylo-D-glukoza, a aglikonem jest diosmetyna. Została wyizolowana z owoców cytrusowych i roślin z rodziny Rutaceae, obecnie otrzymywana jest syntetycznie. Diosmina działa ochronnie na naczynia krwionośne oraz zwiększa tonus żylny 2-krotnie silniej niż trokserutyna. Zwiększa przepływ limfatyczny. Przywraca naczyniom włosowatym prawidłową przepuszczalność, dzięki czemu działa przeciwobrzękowo i przeciwkrwotocznie. Poprawia powrót krwi z układu żylnego, zmniejsza nadciśnienie i zastój żylny w kończynach, działa przeciwzapalnie, zwłaszcza w zapaleniach okołożylnych.
Badania kliniczne nad skutecznością diosminy nie są rozstrzygające. Nie opublikowano przeglądów badań
nad zastosowaniem diosminy w chorobach naczyń.

## Farmakokinetyka
W przewodzie pokarmowym jest szybko przekształcana przy udziale flory bakteryjnej jelit w diosmetynę. Faza szybkiego wchłaniania głównego metabolitu diosminy po podaniu doustnym rozpoczyna się od drugiej godziny po podaniu leku, osiągając po 5 godzinach maksymalne stężenie we krwi. Biologiczny okres półtrwania wynosi od 26 do 43 godzin. Diosmetyna jest metabolizowana do kwasów fenolowych i/lub ich pochodnych i wydalana z moczem. Niewchłonięta diosmina jest wydalana z kałem.

## Wskazania
- przewlekła niewydolność żylna kończyn
- leczenie żylaków
- obrzęk limfatyczny
- odleżyny
- infekcje wirusowe[4]

## Przeciwwskazania
Diosmina jest przeciwwskazana:
- nadwrażliwość na lek i substancje pomocnicze

## Zwiększenie działania terapeutycznego
Przy zaburzeniach krążenia żylnego w kończynach dolnych zaleca się dodatkowo stosowanie odpowiedniego trybu życia:
- unikanie ekspozycji na słońce, nagrzewania, długotrwałego przebywania w pozycji stojącej,
- utrzymanie odpowiedniej wagi ciała.

## Działania niepożądane
- bóle brzucha
- nudności
- wymioty
- sporadycznie występująca wysypka skórna
- obrzmienie twarzy
- suchość błon śluzowych

## Preparaty

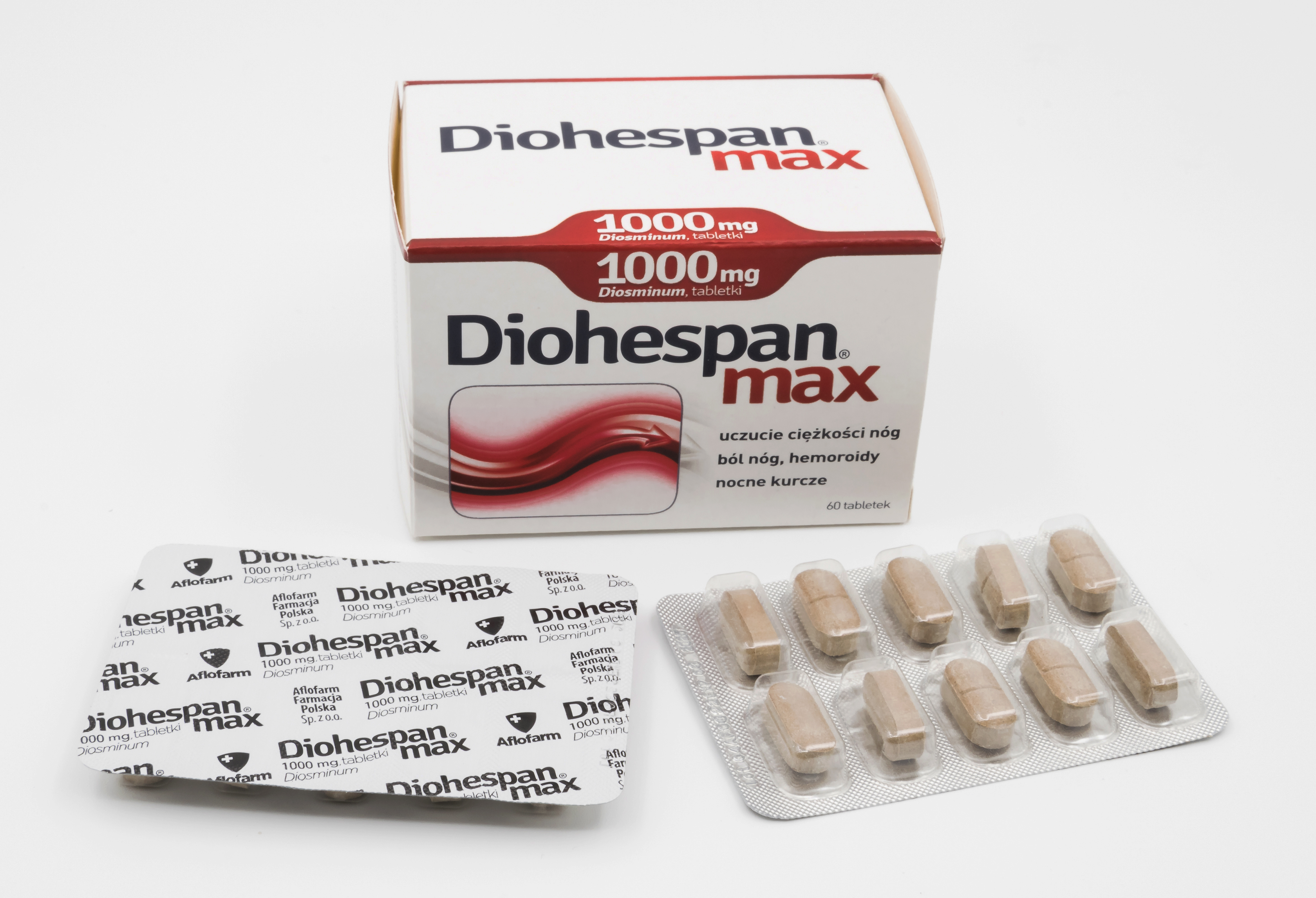
Lek z diosminą

Lista leków zawierających diosminę dopuszczonych do obrotu w Polsce (stan na 20 maja 2023 r.): 
- Aflavic Max
- DIH
- DIH Max Comfort
- Diohespan
- Diohespan forte
- Diohespan Max
- DiosMax
- Diosmina Colfarm Max
- Diosminex
- Diosminex Max
- Diosminum Aflofarm
- Diovemin
- Fladios
- Otrex 600
- Pelethrocin
- Phlebodia
- Procto-Hemolan control.